# Parco nazionale Gwaii Haanas
Il Parco nazionale Gwaii Haanas, in inglese Gwaii Haanas National Park Reserve and Haida Heritage Site, è un parco nazionale che si trova sulle isole Haida Gwaii, nella Columbia Britannica, in Canada. Istituito nel 1993, la protezione dell'area è assicurata da un accordo di cooperazione fra il Governo canadese e il Consiglio della popolazione Haida.
Gwaii Haanas è risultato primo in un reportage sui parchi statunitensi e canadesi condotto dalla rivista National Geographic Traveler, per merito dell'ambiente incontaminato e del management sostenibile.
L'accesso al parco è possibile solo utilizzando kayak, navi o idrovolanti.

## Patrimonio dell'umanità
SGang Gwaay, un'isola situata nella parte meridionale di Gwaii Haanas, nel 1981 è stata dichiarata Patrimonio dell'umanità dell'UNESCO, per l'importanza storica dell'arte della popolazione Haida e del suo stile di vita. Fra i vari reperti trovati nel villaggio di SGang Gwaay Llnagaay comprendono numerosi totem e resti di antiche abitazioni.